# Ochtiná
Ochtiná (maďarsky Martonháza, německy  Achten) je obec na Slovensku v okrese Rožňava. V obci žije 535 obyvatel.
V obci se okolo roku 1650 narodil Jonáš Bubenka, slovenský učitel, výtvarník a hudebník.
Nedaleko se nachází Ochtinská aragonitová jeskyně zařazená v seznamu světového dědictví UNESCO.